# Zirbitzkogel
Lo Zirbitzkogel (2.396 m s.l.m.) è la montagna più alta delle Alpi occidentali della Lavanttal nelle Alpi di Stiria e Carinzia. Si trova in Stiria tra il Distretto di Murau ed il Distretto di Judenburg.